# 天津御空！
《天津御空！》是Clochette在2010年5月28日發售的戀愛冒險類型成人遊戲，後來由PROTOTYPE在PlayStation Portable和PlayStation Vita發售並更名為《天津御空！雲之盡頭》（あまつみそらに! 雲のはたてに）。

## 角色
聲優順序為PC／PSP、PSV

### 主要角色
觀崎高久
本作的男主角。巡宮學園的2年級學生。父母已過世，從小與妹妹美唯和神奈同住。
一橋神奈（聲優：櫻川未央／小林真紀）
高久的同學，美空島的神。真名是「邇岐志神奈媛命」。
觀崎美唯（聲優：／清水愛）
高久的妹妹和學妹，三年前出道的全國知名偶像。
清澄芹夏（聲優：松田理沙／力丸乃梨子）
高久的學妹，美唯的親友，網球社的成員。
帷千紗（聲優：木村あやか／豬口有佳）
高久的青梅竹馬和同學，民宿「帷家」女老闆的女兒，弓道社的成員。
葉月深景（聲優：風音／櫻井浩美）
從鎌倉市搬到美空島的3年級轉學生，上纳神社的巫女。
音無夏帆（聲優：七原ことみ／）
高久的同學，網球社的社長。PC版是配角，遊戲機版升格為女主角之一。
隱神穗乃里（聲優：福圓美里）
隱神刑部的獨生女。遊戲機版的新角色。

### 其他角色
音無京佳（聲優：新堂真弓）
夏帆的姊姊，甘味處「おとなし」的老闆。
榛名優依（聲優：ヒマリ／朋永真季）
高久的班級老師，剛上任三個月負責教日本歷史。後來被高久說服兼任網球社的顧問。
吉野川姬（聲優：牧泉美／柳瀨夏美）
高久的學姊。
根津満廣（聲優：八神大輔／野宮一範）
高久的青梅竹馬和同學，游泳社的成員。

## 主題曲
片頭曲
作詞：Akira，作曲、編曲：悠木真一，主唱：榊原由依
插入曲
作詞：漆野淳哉，作曲、編曲：鳥海剛史，主唱：観崎美唯
片尾曲
作詞：溝口貴紀，作曲、編曲：酒井陽一，主唱：小坂梨由

## 評價
《天津御空！》在萌系遊戲大賞2010中獲得情色系作品獎中的金獎。另外在由Getchu.com所舉辦的美少女遊戲大獎2010中獲得系統部門第14名、繪圖部門第13名、情色部門第3名。

## 外部連結
- PC版官方網站（页面存档备份，存于）（日語）
- PSP版官方網站（页面存档备份，存于）（日語）
- PSV版官方網站（页面存档备份，存于）（日語）